# Liste der Mitglieder der Deutschen Akademie der Naturforscher Leopoldina/1808
Die Liste der Mitglieder der Deutschen Akademie der Naturforscher Leopoldina für 1808 enthält alle Personen, die im Jahr 1808 zum Mitglied ernannt wurden. Insgesamt gab es ein gewähltes Mitglied.

## Mitglieder
| Nr.  | Name                      | Beiname         | Geboren       | Aufnahme | Gestorben     | Bild                  | Datenbank                 |
| ---- | ------------------------- | --------------- | ------------- | -------- | ------------- | --------------------- | ------------------------- |
| 1038 | Samuel Gottlieb von Vogel | Philoxenus VII. | 14. März 1750 | 1. Okt.  | 19. Jan. 1837 | Samuel Gottlieb Vogel | Samuel Gottlieb von Vogel |